# Dămienești
Dămienești est une commune du județ de Bacău en Roumanie.